# 駒妃
駒妃（こまき、2002年3月5日 - ）は、日本の女優、タレント。スマイルモンキーに所属していた。

## 出演

### 映画
- かぐらめ(2015年) - 主人公：菊地秋音(幼少) 役 [2]

### テレビ
- さよならアルマ (2011年、NHK) - 同級生 役
- スクール!! (2011年、フジテレビ) - 1年生 役
- 最上の名医 (2011年、テレビ東京) - 院内学級生 役
- マルモのおきて(2011年、フジテレビ) - 木暮葵 役
- まろまろ一笑懸命(2013、テレビ朝日) - こまどり姉妹篇
- コドモ警視(2013年、TBS) - クラスメート 役
- 解決!ナイナイアンサー(2014年、日本テレビ) - 再現V 鈴木奈々 (モデル)幼少役
- ロンドンハーツ(2015年、テレビ朝日) - クマムシ・長谷川さん篇　中学時代のマユミさん役
- 踊る!さんま御殿!!(2015年、日本テレビ) - 再現V
- 今夜はナゾトレ(2017年、フジテレビ) - ナゾトレFAKE5「バスの停留所編」
- 行列のできる法律相談所(2018年、日本テレビ) - 再現V 富田望生幼少役

### CM
- ニトリ 組み合わせデスクスーパーCMソング (2012年)
- ジョンソン・エンド・ジョンソン BAND-AID キズパワーパッド篇 (2012年)
- 日本マクドナルド ハッピーセット スマイルプリキュア篇 (2012年)
- バンダイ プリキュア ラブアイズパレット (2013年)
- Google Androidみんなのand (2014年)

### VP
- 渋沢葉「ダーリン」PV (2012年)
- フジファブリック「Light Flight」PV (2012年)
- AI「ハピネス-あげようバージョン」MV (2013年)
- 東京書籍 [NEW VS 中学保健体育] (2016年）
- 斉藤麻里「非常口から駆け出して」MV (2020年)

### スチール
- タキロン企業広告 (2012年)

### WEB
- DEP Dance Education Project (2014年)